# 王勇 (北周)
王 勇（おう ゆう、生没年不詳）は、中国の西魏・北周の軍人。もとの名は胡仁。本貫は代郡武川鎮。

## 経歴
北魏の永安年間、万俟醜奴らが関隴で乱を起こすと、王勇は官軍の募兵に応じて従軍し、功績により寧朔将軍・奉車都尉となった。また侯莫陳悦・賀抜岳の下で征討にあたり、別将となった。
534年（永熙3年）、宇文泰が丞相となると、幕下に召されて帳内直盪都督となり、後将軍・太中大夫の位を加えられ、包信県子に封ぜられた。535年（西魏の大統元年）、爵位は侯に進んだ。宇文泰の下で竇泰を討ち、弘農を奪回し、沙苑の戦いに参加して、功績を挙げた。爵位は公に進み、鎮南将軍に任じられ、帥都督となった。趙青雀の乱を討って、功績が最も高く、衛大将軍・殷州刺史に任じられ、通直散騎常侍を加えられ、太子武衛率を兼ねた。
543年（大統9年）、邙山の戦いにおいて、王勇は決死の士300人を率い、突撃して殺傷する者が多く、東魏軍もあえてこれに当たろうとするものがなかった。この戦いは西魏軍が敗れたが、王勇と王文達・耿令貴の3人は奮戦して、殊勲を挙げた。軍を返すと、上州の刺史に任じられることになった。雍州・岐州・北雍州の刺史の任が王勇ら3人に当てられることとなり、くじ引きをしてこれを決めた。王勇が雍州を、王文達が岐州を、耿令貴が北雍州をえた。王勇（本名は胡仁）の名を勇とし、耿令貴の名を豪とし、王文達の名を傑として、その功績を顕彰した。
547年（大統13年）、王勇は大都督に任じられ、使持節・車騎大将軍・儀同三司に転じた。549年（大統15年）、侍中・驃騎大将軍・開府儀同三司に進んだ。554年（恭帝元年）、柱国の趙貴の下で柔然を撃破し、追撃して家畜数千頭を奪った。爵位は新陽郡公に進み、庫汗氏の姓を賜った。556年（恭帝3年）、六官が建てられると、王勇は稍伯中大夫の位を受けた。また柔然を討った功により、永固県伯の別封を受けた。まもなく位は大将軍に進んだ。557年（北周の孝閔帝元年）、岷山の羌の鞏廉倶和が乱を起こすと、王勇は軍を率いてこれを平定した。
王勇は勇猛であったが、功績におごって、人の短所をあげつらう悪癖があり、憎まれることも多かった。柱国の侯莫陳崇が、諸将らとともに王勇を衆人環視の中で辱め、王勇は恥辱のあまり病床に臥せった。背中にできものができてまもなく亡くなった。
子の王昌が後を嗣ぎ、官は大将軍に上った。

## 伝記資料
- 『周書』巻29 列伝第21
- 『北史』巻66 列伝第54